# Sterrhoptilus nigrocapitatus
El timalí coroninegro (Sterrhoptilus nigrocapitatus) es una especie de ave paseriforme de la familia Zosteropidae endémica de Filipinas. 

## Distribución y hábitat
Se extiende por el norte y este del archipiélago filipino, distribuido por la isla de Luzón y las Bisayas orientales y centrales. Su hábitat natural son los bosques húmedos tropicales. 